# Федеральный центр сердечно-сосудистой хирургии имени С. Г. Суханова
«ФГБУ „ФЦССХ“ Минздрава России (г. Пермь)» — Федеральный центр сердечно-сосудистой хирургии в Перми. Один из самых крупных центров в стране. Медцентр известен так же как «Город сердца».

## История работы центра
В 1999 году губернатор Пермской области написал постановление о создании областного Центра сердечно-сосудистой хирургии. Через два года, было издано распоряжение об объединении центра с областным кардиодиспансером.
Строительство финансировалось за счёт денег налогоплательщиков (государственных капитальных вложений). Центр построен в рамках проекта «Здоровье» и был открыт 28 февраля 2012 года и уже 8 июня 2012 года были приняты первые пациенты. В Центре есть мультиспиральные компьютерные и магнитно-резонансные томографы, ангиографические комплексы. С 2013 года в центре начались занятия по кафедре сердечно-сосудистой хирургии и инвазивной кардиологии ПГМА им. академика Е. А. Вагнера. Ляля Габбасова (директор департамента федерального минздрава) отметила, что «Условия, которые здесь получили врачи — одни из лучших в России».

## Медицинский персонал
- Главврач — Сергей Суханов (род. 2 февраля 1953), доктор медицинских наук, профессор. Почётный гражданин Пермской области, Заслуженный врач Российской Федерации[8]. Работает с основания центра[9]. На должность назначен Министерством здравоохранения РФ. Провел 18 тысяч операций[10]. Сергей Суханов болезненно воспринимает критику своего заведения. Весной 2012 года он в пресс-конференции отозвался о журналисте «Эха Перми»: «Ну, идиот! Можно я не парламентским языком? Обосрать Институт сердца! 40 тысяч спасенных людей! Если он попадётся мне под горячую руку, я вспомню свой бокс и по роже ему дам». (Впоследствии Суханов извинился за свои слова[11]).
Скончался 24 июля 2015 года в возрасте 62 лет от осложнений рака легких.[12]
- Зав. отделением детской кардиохирургии — Михаил Суханов[13], сын Сергея Суханова;
- Зав. отделением функциональной диагностики — Ирина Науменко[14];
- Начальник юридического отдела — Елена Малюганова[14];
- Главная медицинская сестра — Ольга Иванова[14].

## Отчёты о работе центра
В январе 2013 года краевое управление Роспотребнадзора провело проверку центра. По словам Виктора Хорошавина (заместителя руководителя Управления федеральной службы по надзору в сфере защиты прав потребителей и благополучия человека по Пермскому краю): «В ходе проверки были выявлены 12 нарушений санитарно-противоэпидемического режима. Определены сроки устранения выявленных нарушений — до 1 апреля 2013 г. Часть нарушений были устранены в ходе проверки». Результаты проверки краевого управления Роспотребнадзора включают следующие замечания:
- «Не обеспечен качественный и своевременный учёт инфекций, связанных с оказанием медицинской помощи»;
- «Нарушено требование к организации контроля»;
- «Не обеспечено проведение качественной текущей дезинфекции» («Так, врач-анестезиолог набирала лекарственный препарат в шприц без перчаток. Врач-реаниматолог и медсёстры работали, не снимая ювелирных украшений»)
- «Центр не в полном объёме обеспечивал мероприятия по предупреждению инфекционных осложнений после хирургических вмешательств и т. п.».

По заявлению Людмилы Фаткуллиной «Вышеуказанные нарушения способствовали причинению вреда жизни и здоровью больной Фаткуллиной А. при пребывании в ФБУ ФЦССХ Минздрава России (г. Пермь)».
Наталья Андреевна Козиолова (Президент кардиологического общества Пермского края, заведующая кафедрой Пропедевтики внутренних болезней N2 ПГМУ имени академика Е. А. Вагнера) отметила: 

…одной из проблем ПФЦССХ является и то, что в учреждении зачастую не удаётся провести подготовку пациента к оперативному вмешательству. Среди прочего она подразумевает санацию всех возможных очагов инфекций. Кроме того, высокая частота операций создаёт сложности при обработке операционных, а также лишает пациентов возможности прохождения полноценного послеоперационного периода…

### Случаи заражения синегнойной палочкой
В марте 2013 года по факту гибели Анны Фаткуллиной, которая умерла от заражения крови было возбуждено уголовное дело по статье 109 УК РФ («Причинение смерти по неосторожности»). Анну прооперировал главный врач Пермского федерального центра сердечно-сосудистой хирургии (ПФЦССХ) Сергей Суханов. 15 апреля 2013 года следственное дело № 320 о гибели Ани Фаткуллиной из-за важности было передано в ведение Уральского окружного управления СУ СК.
По информации «ТВ Центр-Москва», в декабре 2012 в центре синегнойной палочкой были заражены мальчик Дима Лядов и ряд взрослых мужчин и женщин — все они умерли. «Нарушения, в том числе, со смертельным исходом, в последнее время стали чуть ли не визитной карточкой пермского кардиоцентра.».

### Избиение реанимированного пациента
21 февраля 2013 года Андрей Вотяков (заведующий отделением анестезиологии и реаниматологии Института сердца) избил пациента до смерти после операции на сердце. В своё оправдание врач сказал, что вынужден был работать смену в 36 часов без перерыва.
Через три с половиной месяца после случая (3 июля 2013 года) видеоролик попал в Интернет (и множество федеральных СМИ) и только тогда Вотяков был уволен из ФЦССХ. Комиссия Общественной палаты РФ по контролю за реформой системы здравоохранения взяла расследование под свой контроль. Было возбуждено уголовное дело по ч. 4 ст. 111 («умышленное причинение тяжкого вреда здоровья, опасного для жизни человека, повлёкшее по неосторожности смерть человека»).
Аркадий Константинов, дед погибшей ранее Ани Фаткуллиной, ставший координатором инициативной группы родственников лиц, погибших после операций в ФЦССХ, так прокомментировал ситуацию: «Что ж это Суханов спохватился четыре месяца спустя после происшествия? После того, как видеозапись стала достоянием гласности! Просто система дала сбой, произошла очередная утечка информации».
Представитель Минздрава Пермского края в своих комментариях ситуации отметил: «Раз ФЦССХ имеет федеральное подчинение, пусть этим занимается Скворцова (министр здравоохранения РФ). У нас фактически и не было никакого влияния на Суханова. Нашим приказам он не подчинялся, приходилось его либо просить, либо ему рекомендовать. Получилось такое государство в государстве».
12 мая 2014 года суд приговорил Вотякова к пяти месяцам исправительных работ, штрафу в 100 тысяч рублей, а также запретил заниматься медицинской деятельностью на два года.

## Факты
- В социальной сети «ВКонтакте» создана страничка «Группа пострадавших от деятельности Суханова»[15]. Одно время в этой группе состоял и Андрей Вотяков[30].